# Pásztorzávod
Pásztorzávod (más néven Nagyzavada, vagy Pastina Zavada, szlovákul Paština Závada, korábban Paučiná Závada) község Szlovákiában, a Zsolnai kerületben, a Zsolnai járásban.

## Fekvése
Zsolnától 8 km-re nyugatra fekszik.

## Története
A mai község területén egykor a puhói kultúra települése, a 7.-8. században pedig korai szláv település állt.
A mai települést a 14. század első felében alapították a német jog alapján. 1344-ben Pál bíró oklevelében említik először. 1402 és 1469-ben „Zawadka” alakban tűnik fel. Kezdetben a ricsói vár tartozéka, majd a nagybiccsei váruradalom része. Egy részét a Madocsányi család birtokolta. 1598-ban malma és 15 háza volt, ekkor „Zawada” néven említik az írott források. 1720-ban 11 adózó háztartása létezett. 1773-ban „Pascina Zavada”, 1784-ben „Paucsina Zavada” a neve. 1784-ben 24 házában 26 családban 137 lakos élt.
A 18. század végén Vályi András így ír róla: „ZAVADA. N. Zavada. Tót faluk Trentsén Várm. földes Uraik Gr. Illésházy, és több Uraságok, fekszenek Nemsovának, és Podszkálnak szomszédságjokban; határjaik soványak.”
1828-ban 35 háza és 239 lakosa volt. Lakói mezőgazdasággal, állattartással, erdei munkákkal foglalkoztak.
Fényes Elek 1851-ben kiadott geográfiai szótárában így ír a faluról: „Nagy-Zavada, Trencsén vm. tót f. Hricsó filialisa: 249 kath. lak. F. u. h. Eszterházy. Ut. p. Zsolna.”
A trianoni békéig Trencsén vármegye Vágbesztercei járásához tartozott.
Mezőgazdasági jellegét később is megtartotta.

## Népessége
| Év:            | 1994. | 2004.    | 2014.    | 2024.    |
| -------------- | ----- | -------- | -------- | -------- |
| Emberek száma: | 214   | 257      | 224      | 260      |
| Eltérés:       |       | +20,09 % | -12,84 % | +16,07 % |

| Év:            | 2023. | 2024.   |
| -------------- | ----- | ------- |
| Emberek száma: | 259   | 260     |
| Eltérés:       |       | +0,38 % |

1910-ben 165, túlnyomórészt szlovák lakosa volt.
2001-ben 229 lakosából 228 szlovák volt.
2011-ben 233 lakosából 227 szlovák volt.

## Nevezetességei
A 19. század végén készült népi építésű fa harangláb.

## Külső hivatkozások
- Községinfó
- Pásztorzávod Szlovákia térképén
- A község Zsolna turisztikai honlapján
- E-obce.sk Archiválva 2023. március 22-i dátummal a Wayback Machine-ben